# Egyesült Metodista Egyház
Az Egyesült Metodista Egyház (United Methodist Church) a metodizmus legnagyobb felekezete. A második legnagyobb protestáns egyház az Amerikai Egyesült Államokban (a Déli Baptista Szövetség után). Tagja az Egyházak Világtanácsának és a Metodista Világtanácsnak.

## Az egyház története
Az Egyesült Metodista Egyház gyökerei a 18. századi metodista ébredési mozgalomba nyúlnak vissza, melyet John Wesley anglikán lelkipásztor (1703-1791) alapított. Bár Wesley az ébredési mozgalom amerikai tagjait eredetileg az Anglikán Egyház szervezetén belül kívánta megtartani, az amerikai függetlenségi háború folytán a korábbi angol gyarmaton élő metodisták kényszerűen elszakadtak az anglikán közösségtől. Miután Wesley-nek nem sikerült elérnie, hogy az Anglikán Egyház püspököt küldjön az amerikai metodisták számára Thomas Coke-ot bízta meg azzal, hogy szervezze meg a független amerikai metodista hívők közösségét.
Így került sor az egyház hivatalos megalapítására 1784 karácsonyán Baltimore-ban (karácsonyi konferencia), Püspöki Metodista Egyház néven. A felekezet első püspöke Francis Asbury lett. A "Püspöki" elnevezés hivatalosan 1939-ig volt használatban: ekkor három metodista egyház egyesülésével jött létre a Metodista Egyház (Methodist Church). A három egyesülő ág: a (Északi) Püspöki Metodista Egyház és a Déli Püspöki Metodista Egyház, melyek a rabszolgatartás kérdésében távolodtak el korábban egymástól, és a Protestáns Methodista Egyház, amely korábban a püspöki hivatal elutasítása miatt járt külön úton. 
A Metodista Egyház 1968-ban egyesült az Evangéliumi Egyesült Testvérközösséggel (Evangelical United Brethren Church). Az egyesüléssel született meg az Egyesült Metodista Egyház (United Methodist Church), amely napjainkban is a hivatalos elnevezése a felekezetnek.

## Az egyház létszáma
2007-ben az Egyesült Metodista Egyháznak 12 millió tagja volt világszerte: ebből 8 millióan az Egyesült Államokban, valamint mintegy 4 millióan Afrikában, Ázsiában és Európában élnek. A Magyarországi Metodista Egyház az Egyesült Metodista Egyház európai tagegyháza, a Közép- és Dél-Európai Centrálkonferencia (püspökség) része. A világméretű Egyesült Metodista Egyház a 80 milliós Metodista Világtanács 80 tagegyháza közül a legnagyobb metodista felekezet.

## A metodista hitcikkelyek
A metodista hitvallás az anglikán egyház hitcikkelyein alapul. John Wesley a 39 anglikán hitcikkelyt szűkítette le 25-re, ami a metodista közösségek hitvallása lett. Az anglikán hitvalláshoz hasonlóan a metodista tanításnak is részét képezik az ún. tanprédikációk, amelyek egyes hitbeli kérdéseket igehirdetésként fejtenek ki. Az 53 metodista tanprédikációt John Wesley válogatta össze, egy kivételével a saját igehirdetéseiből.
A 25 metodista hitcikkely:
1. cikkely: A Szentháromságról

Csak egy élő és igaz Isten van, örökkévaló, test nélküli, részekre nem osztható, végtelenül hatalmas, bölcs és jóságos, minden látható és láthatatlan valóság teremtője és fenntartója. Ennek az Istenségnek az egységében három azonos lényegű, egyenlő hatalmú és egyaránt örökkévaló személy van: Az Atya, a Fiú és a Szentlélek.
2. cikkely: Az Isten Igéjéről vagy Fiáról, aki valóságos emberré lett

A Fiú, aki az Atya Igéje, igaz és örökkévaló Isten, egylényegű az Atyával, Szűz Mária méhében emberi természetet vett fel, úgyhogy két teljes és tökéletes természet, az isteni és az emberi, egy személyben szétválaszthatatlanul egyesült: ezért Egy a Krisztus, valóságos Isten és valóságos ember, aki valóban szenvedett, keresztre feszítették, meghalt és eltemették, hogy megbékítse velünk az Atyát, és engesztelő áldozat legyen, nemcsak az eredendő bűnért, hanem az emberek személyes bűneiért is.
3. cikkely: Krisztus feltámadásáról

Krisztus valóban feltámadt a halottak közül, és újból felvette testét mindazzal együtt, ami a tökéletes emberi természethez hozzátartozik, testi alakjában ment fel a mennybe, és ott ül mindaddig, amíg vissza nem jön, hogy ítéletet tartson minden ember felett az utolsó napon.
4. cikkely: A Szentlélekről

A Szentlélek, aki az Atyától és a Fiútól származik, az Atyával és Fiúval egylényegű, velük azonos fenségében és dicsőségében, valóságos és örökkévaló Isten.
5. cikkely: A Szentírás tanítása elég az üdvösséghez

A Szentírás magába foglalja mindazt, mai az üdvösséghez szükséges, ezért senkitől sem kívánható, hogy ami abban nem olvasható, vagy pedig abból anem bizonyítható, azt hittételként higgye, vagy az üdvösséghez nélkülözhetetlennek tekintse. Szentíráson az Ó-és Újszövetségnek azokat a kanonikus könyveit értjük, amelyeknek hitelességében az egyház sohasem kételkedett.
Neveik az Ószövetségben a következők: Mózes öt könyve, Józsué könyve, Bírák könyve, Ruth könyve, Sámuel két könyve, Királyok két könyve, Krónikák két könyve, Ezsdrás könyve, Nehémiás könyve, Eszter könyve, Jób könyve, Zsoltárok, Példabeszédek, Prédikátor könyve, Énekek Éneke, a négy nagy próféta, és a tizenkét kis próféta könyvei.
Az Újszövetség összes könyvét úgy, amint azokat általánosan elfogadták, mi is elfogadjuk és kanonikusnak tartjuk.
6. cikkely: Az Ószövetségről

Az Ószövetség nem ellentétes az Újszövetséggel, mert mind az Ó-, mind az Újszövetség örök életet kínál az emberiségnek Krisztus által, aki Isten és ember lévén egyedüli közbenjáró Isten és az emberek között. Ezért vissza kell utasítani azokat, akik azt állítják, hogy az ószövetségi atyák csak evilági ígéretekben reménykedtek. Jóllehet a Törvény, melyet Isten Mózes által adott, ünnepi szokások és istentiszteleti szertartások tekintetében a keresztyéneket semmire sem kötelezi, és nincs olyan állam, mely köteles lenne a mózesi törvények polgári életre vonatkozó rendelkezéseit magáévá tenni, azokban az ún. erkölcsi parancsolatok iránti engedelmesség alól egyetlen keresztyén ember sincs felmentve.
7. cikkely: Az eredendő bűnről

Az eredendő bűn nem Ádám követelésében rejlik, (amint ezt a pelágiánusok tévesen állítják), hanem az emberi természet romlottságát jelenti, melyben Ádám leszármazottai természetükből adódóan részesülnek, ennek következtében az ember az eredeti igazságosságtól nagyon messze eltávolodott, és természete szerint állandóan a rosszra hajlik.
8. cikkely: A szabad akaratról

Ádám bukása óta az ember olyan helyzetben van, hogy saját erejéből és cselekedetei segítségével nem tud a hitre és Isten imádására eljutni, és erre magát alkalmassá tenni. Emiatt nincs hatalmunk olyan cselekedetek végzésére, amelyek Isten előtt kedvesek lennének és az Ő tetszésére szolgálnának, hacsak Isten kegyelme Krisztusban elénk nem siet, hogy a jó akarására elsegítsen és együttműködjön velünk, amennyiben ez a jóakarat megvan bennünk.
9. cikkely: Az ember megigazulásáról

Nem a mi cselekedeteinkért és érdemeinkért igazulunk meg Isten előtt, hanem csakis a mi Urunk és Üdvözítőnk Jézus Krisztusnak érdeméért, hit által. Ezért nagyon üdvös és vigasztalással teljes az a tanítás, hogy egyedül hit által igazulunk meg.
10. cikkely: A jócselekedetekről

Noha a jócselekedetek bűneinkért engesztelést nem szerezhetnek, sem az isteni ítélet szigorú mértéke szerint meg nem állhatnak, mint a hit gyümölcsei és a megigazulás következményei Krisztusban mégis kedvesek Isten előtt és tetszésére szolgálnak; az igaz és élő hitből olyan szükségszerűen fakadnak, hogy róluk az élő hit éppúgy felismerhető, mint gyümölcseiről a fa.
11. cikkely: Az érdemszerző jócselekedetekről

Úgynevezett érdemszerző, vagyis Isten parancsolatain túlmenő, önkéntes jócselekedetekről nem beszélhetünk istentelen felfuvalkodottság nélkül, mert ezzel az ember azt állítja, hogy nemcsak azt adja meg Istennek, ami kötelessége, hanem azon túl az Ő kedvéért még annál is többet tesz, holott Krisztus világosan mondja: „Ha teljesítettétek mindazt, amit parancsoltak nektek, mondjátok ezt: haszontalan szolgák vagyunk."28
12. cikkely: A megigazulás utáni bűnökről

A megigazulás után szándékosan elkövetett bűn nem mind a Szentlélek ellen való, tehát megbocsáthatatlan vétek. Ezért nem vitathatjuk el a megújulásra vezető bűnbánat lehetőségét azoktól, akik a megigazulás után ismét bűnökbe estek. A Szentlélek elnyerése után is megtörténhet, hogy eltántorodunk az elnyert kegyelemtől és ismét vétkezünk, de Isten kegyelme által újra felkelhetünk és életünket megváltoztathatjuk. Ezért visszautasítjuk azokat, akik azt állítják, hogy amíg e földön élnek, többé már nem vétkezhetnek, és azokat is, akik a bűneiket igazán bánóktól megtagadják a bűnbocsánat lehetőségét.
13. cikkely: Az egyházról

Krisztus látható egyháza a hívők olyan közössége, amelyben Isten tiszta Igéjét hirdetik és a Szentségeket a szükségszerűen hozzátartozó dolgokkal együtt Krisztus rendelése szerint helyesen szolgáltatják ki.
14. cikkely: A tisztítótűzről

A tisztítótűzről, a feloldozásról, a képeknek és ereklyéknek tiszteletéről és imádásáról, valamint a szentek segítségül hívásáról szóló római tanítás hiábavaló emberi találmány, mely nem a Szentíráson alapszik, sőt Isten Igéjével ellenkezik.
15. cikkely: A nyilvános istentiszteleten a nép számára érthető nyelv használatáról

Nyilvánvalóan ellenkezik Isten Igéjével, és az ősegyház gyakorlatával is, hogy a nyilvános gyülekezeti imában, vagy a szentségek kiszolgáltatása alkalmával a nép számára érthetetlen nyelvet használjunk
16. cikkely: A szentségekről

A Krisztus által rendelt szentségek nem csupán a keresztyén hitvallás ismertető jelei vagy jellemzői, hanem sokkal inkább Isten kegyelmének és irántunk való jóakaratának egyértelmű, látható jelei, melyek által láthatatlanul munkálkodik bennünk, és a benne való hitünket nemcsak éleszti, hanem megerősíti és megszilárdítja.
Krisztus, a mi Urunk, két szentséget rendelt az evangéliumban: a keresztséget és az úrvacsorát.
A további öt úgynevezett szentség: a bérmálás, a bűnbánat, a papszentelés, a házasság és az utolsó kenet nem tekinthető evangéliumi szentségnek, mert ezek részint az apostoli egyház elkorcsosulásából származtak, részint pedig olyan életviszonyokat tükröznek, melyeket a Szentírás helyesel ugyan, de mégis teljesen  más jellegűek, mint a keresztség és az úrvacsora, mert Isten számukra semmilyen látható jelent vagy ünnepélyes szertartást nem rendelt. A szentségeket Krisztus nem azért rendelte, hogy azokat megbámulják vagy körülhordozzák, hanem hogy méltó módon éljenek velük. Csak azoknál van üdvös hatásuk, akik méltóképpen veszik azokat. Akik méltatlanul fogadják, azok, mint Pál apostol az 1Kor 11,29-ben mondja, ítéletet vonnak magukra.
17. cikkely: A keresztségről

A keresztség nemcsak a hitvallás jele és nemcsak az az ismertetőjel, amellyel a keresztyének különböznek azoktól, akik nincsenek megkeresztelkedve, hanem jelképe az újjászületésnek is. A gyermekkeresztséget az egyházban fenn kell tartani.
18. cikkely: Az úrvacsoráról

Az úrvacsora nem csupán a keresztyének egymás iránti kölcsönös testvéri szeretetének a jele, hanem sokkal inkább Krisztus halála által való váltságunk szentsége. Ezért azok számára, akik szabályszerűen, méltóképpen és hittel veszik: a kenyér, amelyet megtörünk, a Krisztus testével való közösség, és a pohár, amelyet megáldunk, a Krisztus vérével való közösség.
Az átlényegülés tana (transsubstantiatio), más szóval a kenyérnek és a bornak a szent úrvacsorában történő lényegi átváltozása nem bizonyítható a Szentírásból, hanem ellenkezik annak egyértelmű szavaival, a szentséget kiforgatja természetéből és többféle babonára adott alkalmat.
Krisztus teste az úrvacsorában csak mennyei és lelki módon adatik számunkra, és csak így vesszük és esszük azt. Az eszköz pedig, amellyel az úrvacsorában Krisztus testét vesszük és esszük: a hit.
Ellenkezik Krisztus rendelésével az, hogy az úrvacsora szentségét megőrzik, körülhordozzák, felemelik vagy imádják.
19. cikkely: Az úrvacsora mindkét szín alatti vételéről

Az Úr poharát nem szabad megvonni a laikusoktól, mert Krisztus rendelése és parancsolata szerint az úrvacsora mindkét részét egyformán ki kell szolgáltatni minden keresztyénnek.
20. cikkely: Krisztusnak a keresztfán véghezvitt egyedüli áldozatáról

Krisztus egyszer hozott áldozata tökéletes váltság, kiengesztelés és elégtétel az egész világ összes bűnéért, mind az eredendő, mind a valóságos bűnökért, nincs is más elégtétel a bűnért. Ezért a miseáldozat is, melyben - ahogy mondják - , a pap az élők és a holtak büntetésének vagy vétkének elengedése érdekében Krisztust feláldozza, istenkáromló koholmány és veszedelmes csalás.
21. cikkely: A lelkészek házasságáról

Nincs olyan isteni rendelkezés, mely Krisztus szolgáitól azt kívánná, hogy nőtlenséget fogadjanak, vagy a házasságtól tartózkodjanak. Ezért számukra is éppúgy, mind minden más keresztyén számára helyes és megengedett dolog, hogy személyes döntésük alapján házasságot kössenek, ha ezt az istenfélő életre nézve hasznosnak ítélik.
22. cikkely: Az egyház istentiszteleti szokásairól és szertartásairól

Nem szükséges, hogy az istentiszteleti szokások és szertartások mindenütt azonosak legyenek, vagy ugyanazon módon gyakorolják azokat, mert ezek mindenkor különbözőek voltak, s országok, korok és szokások különbözősége szerint meg is változhatnak, amennyiben nem ellentétes Isten Igéjével az, ami bevezetésre kerül. Aki pedig saját elhatározásából önkényesen, szándékosan és nyilvánosan megsérti egyházának istentiszteleti szokásait és szertartásait, amennyiben ezek Isten Igéjével nem ellenkeznek, és amelyeket az egyház törvényes elöljárósága is elrendelt és általában elfogadott, azt a személyt azért, hogy mások ugyanilyen cselekedetektől visszariadjanak, nyilvánosan meg kell inteni, mint olyan valakit, aki megsértette az egyház általános rendjét és megsebezte az erőtlen testvérek lelkiismeretét.
Minden egyes egyháznak jogában áll istentiszteleti szokások vagy szertartások bevezetésére, megváltoztatására vagy eltörlésére, de oly módon, hogy „mindenek épülésére legyenek”.
23. cikkely: A felsőbbségről

Mivel nincs hatalmasság, hanem csak Istentől, minden keresztyén kötelessége, hogy lelkiismeretéért illő tisztelet és engedelmességet tanúsítson annak az országnak hatósága és törvényei iránt, amelyben él, és békeszerető polgárnak bizonyuljon.
24. cikkely: A keresztyének földi javairól

A keresztyén ember vagyona és mulandó javai jogigényt és birtokviszonyt tekintve nem köztulajdon, ahogyan ezt némelyek tévesen állítják. Ettől függetlenül mindenki, abból, amije van, tehetsége szerint bőkezűen adakozzon a rászorultaknak.
25. cikkely: A keresztyén ember esküjéről

Elismerjük, egyrészt, hogy a felszínes és elhamarkodott esküdözést a mi Urunk Jézus Krisztus és apostola, Jakab is tiltja, másrészt mégis azt tartjuk, hogy a keresztyén vallás senkinek nem tiltja meg az esküvést, ha a felsőbbség az igazság és a felebaráti szeretet érdekében esküt követel, amennyiben az a próféta intése szerint „a törvénynek és igazságnak megfelelően” történik.